# Carmenta engelhardti
Carmenta engelhardti is een vlinder uit de familie wespvlinders (Sesiidae), onderfamilie Sesiinae.
Carmenta engelhardti is voor het eerst wetenschappelijk beschreven door Duckworth & Eichlin in 1973. De soort komt voor in het Nearctisch gebieden het  Neotropisch gebied.